# Voiture UIC-Z

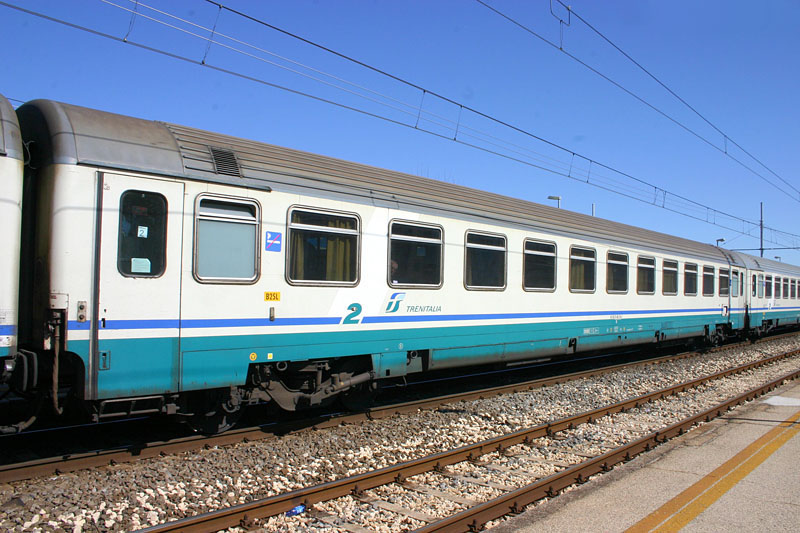
Voiture UIC-Z 61 83 21-90 à compartiments de 2e classe des FS.

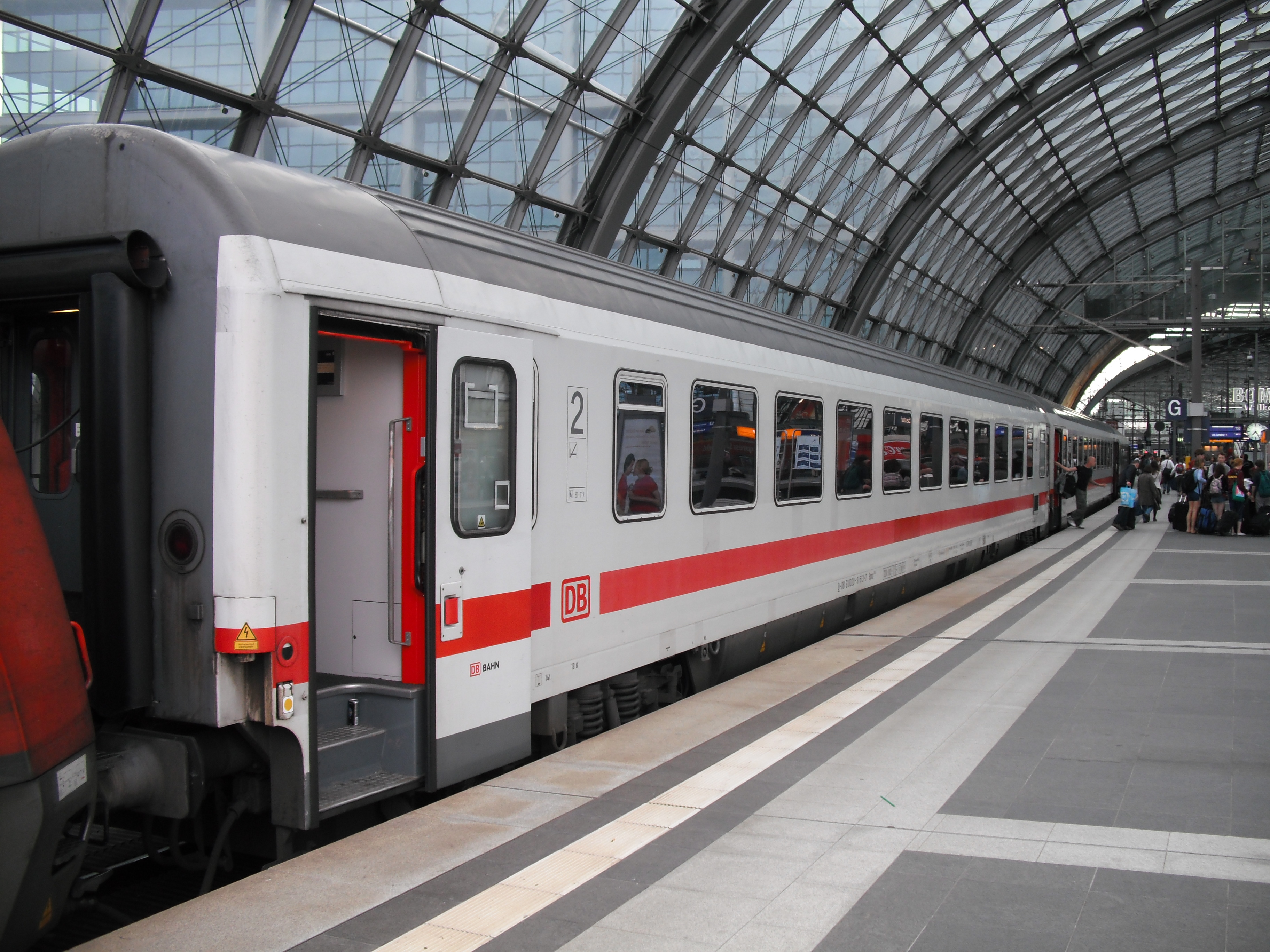
Voiture UIC-Z1 Bpmz^{294.3} 61 80 20-91 multitension à salle de 80 places de la DB.

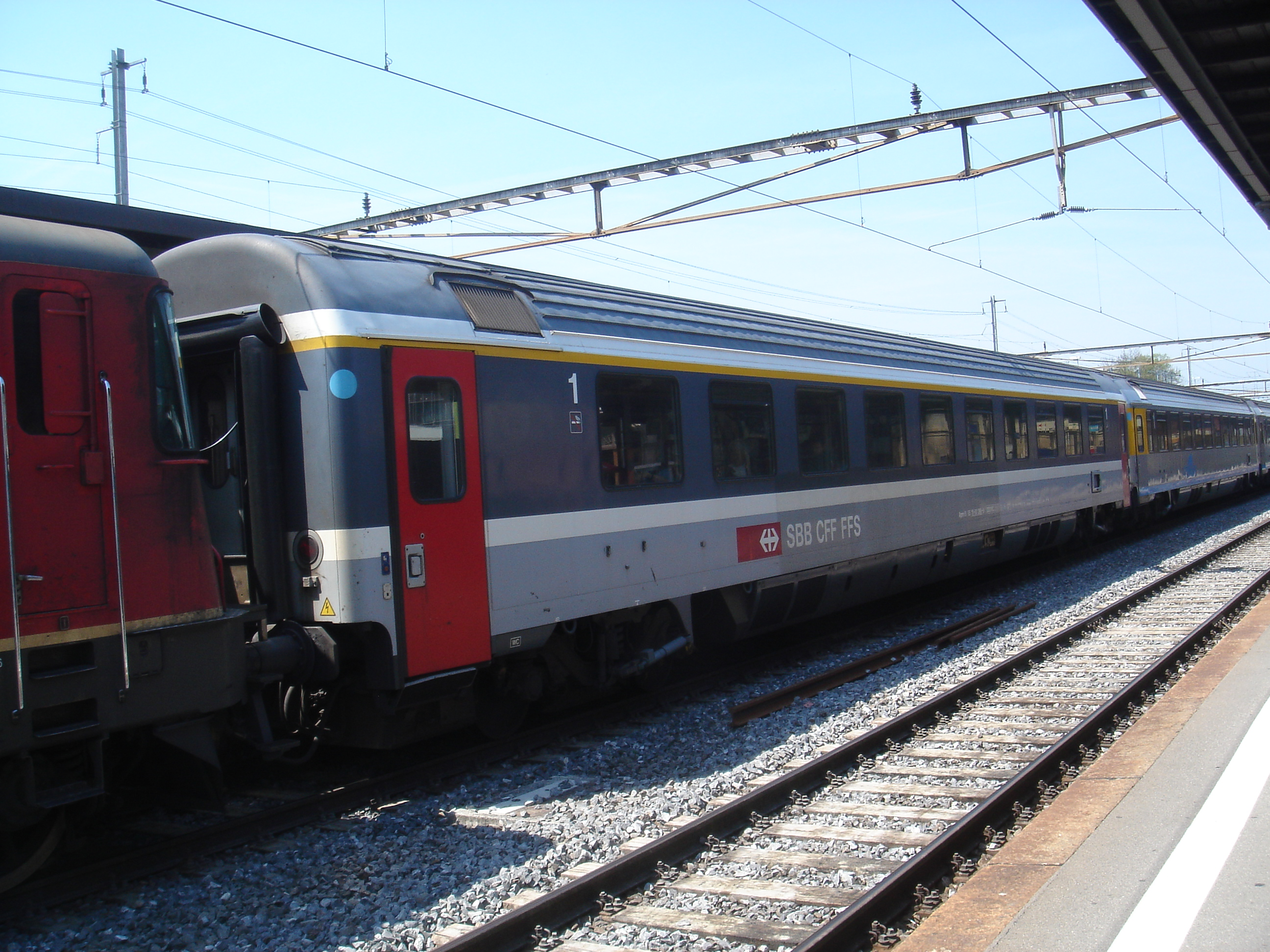
Voiture UIC-Z1 Bpm 61 85 20-90 de 80 places des CFF.

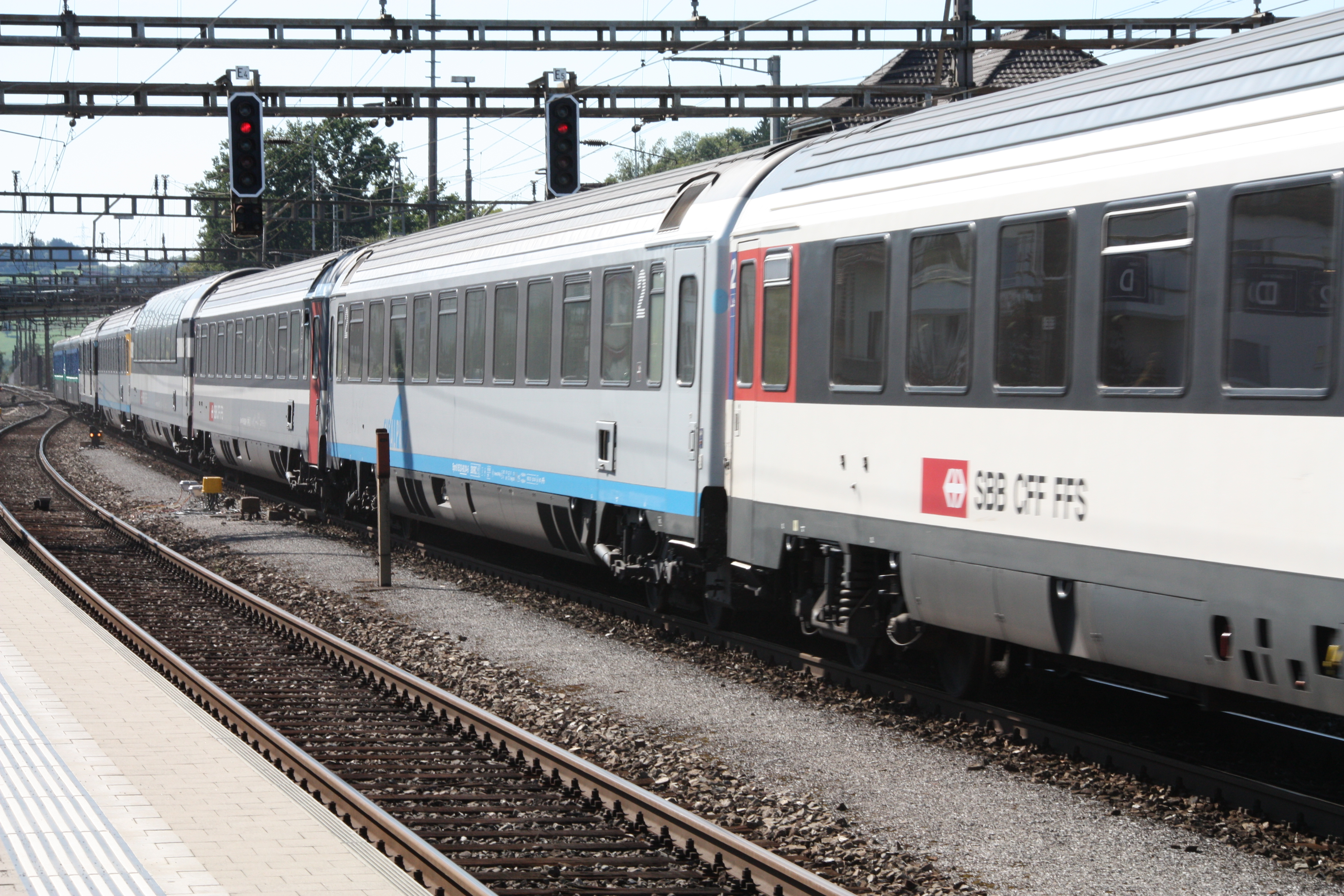
Voiture Bpm suisse aux couleurs InterCity.

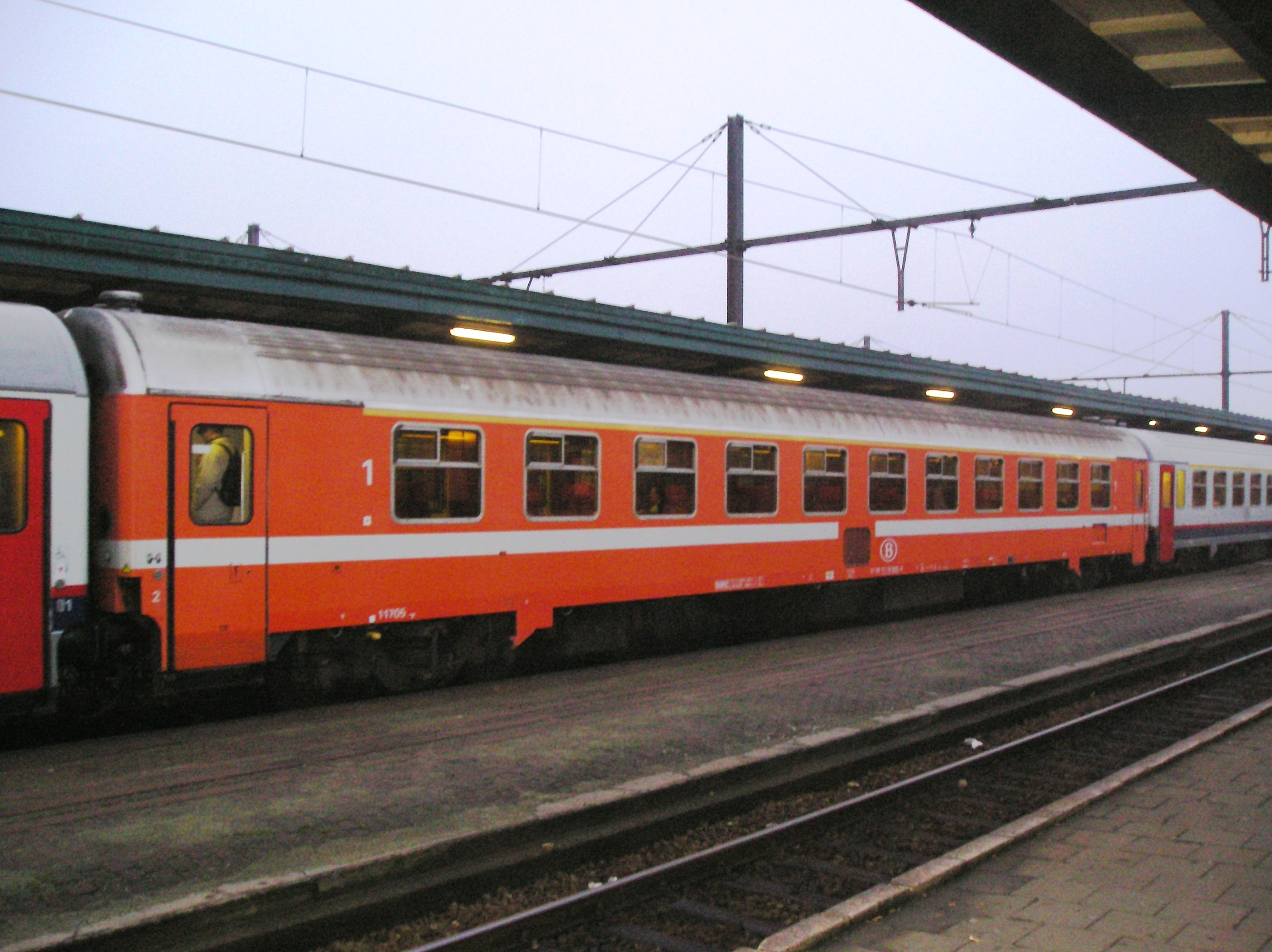
Voiture I10 (UIC-Z2) 61 88 21-70 de la SNCB.

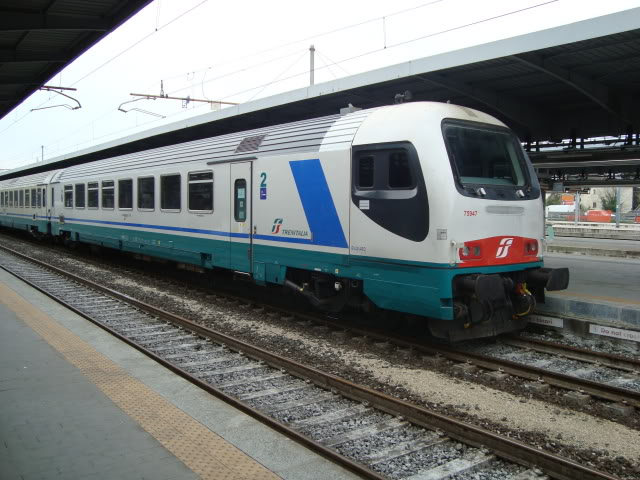
Voiture-pilote UIC-Z1 npB des FS.

Les voitures UIC-Z (c'est-à-dire de type Z de l'UIC) sont un type standardisé de voitures de chemin de fer.

## Le type Z
Longues de 26,4 m, elles dérivent des voitures standards européennes dont elles reprennent les qualités de sécurité et de confort mais diffèrent par l'équipement électrique. Elles commencent à remplacer les anciens types X et Y à la fin des années 1970. Le confort est amélioré avec des compartiments plus grands (un de moins pour la même longueur que le type X), une meilleure insonorisation et la climatisation pour les voitures Z1. Les portes sont désormais louvoyantes coulissantes.
On distingue deux sous-types :
- Z1 : voitures climatisées,
- Z2 : voitures non climatisées.

Les voitures à compartiments disposent de :
- 11 compartiments de 6 sièges en deuxième classe (B)
- 9 compartiments de 6 sièges en première classe (A)
- 4 compartiments de 1re classe et 6 de 2e classe pour les voitures mixtes (AB)

Leur construction remonte à 1976 avec une commande des ÖBB pour des voitures à compartiments avec et sans climatisation. Les FS et la SNCB (voitures I10) feront aussi le choix de voitures à compartiments alors que la DB et les CFF choisissent pour leurs voitures de deuxième classe climatisées (Bpmz et Bpm) un aménagement en salle avec allée centrale (sans compartiments). Contrairement aux Vtu françaises ou aux VU IV suisses, les toilettes prennent place entre les plateformes d'accès, toujours situées en bout de caisse, et la salle voyageurs. Plus de 500 exemplaires seront acquis.
À l'est, les MAV hongrois commandent à l'allemand DWA 70 voitures Z1 à allée centrale dans les 2 classes et avec des voitures-bar. 
Les PKP polonais commandent 40 B et 30 A et les CFR roumains 60 B et 30 A. Ce matériel est mis en service entre 1991 et 1995.

## Caractéristiques
| longueur :               | 26,40        | m    |
| largeur :                | 2,825        | m    |
| hauteur :                | 4,05         | m    |
| Empattement :            | 19,00        | m    |
| Empattement des bogies : | 2.50 ou 2,56 | m    |
| Vitesse maximale:        | 140 à 200    | km/h |

## Séries

### Voitures belges
La SNCB a acquis des voitures UIC-Z appelée I10 des deux classes aménagées en salles à allée centrale dont une partie seulement est climatisée.

### Voitures italiennes
Les FS ont acquis 995 voitures UIC-Z1 produites par Officine Casaralta SpA en trois séries de 1985 à 1996 pour assurer les liaisons grandes distances InterCity et EuroCity. La 4e série comporte 35 voitures-pilotes commandées en 1996 à Officine di Costamasnaga SpA :
- UIC-Z1 85 et 89
  - 160 Bz à 11 compartiments de 2e classe (66 places) de 1985 ; 61 83 21-90
  - 335 Bz à 11 compartiments de 2e classe (66 places) de 1989 ; 61 83 21-90
  - 70 Az à 9 compartiments de 1re classe de 1985 ; 61 83 19-90
  - 80 BH à salle de 64 places et espace accessible aux personnes handicapées de 1985 ; 61 83 28-90
  - 40 D fourgons
- UIC-Z1 90 & 92
  - 50 Bz à 11 compartiments de 2e classe (66 places) de 1990 ; 61 83 21-90
  - 70 Bz à 11 compartiments de 2e classe (66 places) de 1992 ; 61 83 21-90
  - 30 Az à 9 compartiments de 1re classe de 1992 ; 61 83 19-90
  - 150 Bz à 11 compartiments de 2e classe (66 places) de 1996 ; 61 83 21-90
- UIC-Z1 96
  - 35 npB voitures-pilotes de 64 places (1998).

Les deux premières séries reprennent l'apparence des Eurofima dont elles diffèrent par le toit de type Corail, les portes, les cadres de fenêtre et les grilles d'aération. La 3e série est composée de voitures plus légères (36,0 au lieu de 42,6 tonnes) aménagées en salle à allée centrale avec 9 grandes baies et une dixième plus petite . La 4e série comporte uniquement des voitures-pilote. Ces voitures complètent les 100 VSE (30 Az et 70 Bz) et les trois prototypes ABz.

### Voitures suisses
La suisse a acquis, en complément de leurs 20 VSE Am, des voitures Z1 des deux classes aménagées en salles à allée centrale ainsi que des voitures-couchettes :
- 70 Apm 61 85 10-90 200 à 269 aptes aux 200 km/h,
- 30 Bpm 61 85 20-70 500 à 529, de 1980,
- 155 Bpm 61 85 20-90 200 à 354 aptes aux 200 km/h,
- 20 Bcm 61 85 50-70 100 à 119.

### Voitures allemandes
On distingue les voitures Z1 originaires de la DB et Z2 originaires de la DR.

#### Voitures UIC-Z1 de la DB
La DB a acquis, à partir de 1978, 540 voitures Bpmz climatisées aménagées en salle à allée centrale et aptes aux 200 km/h :
- 520 Bpmz291

auxquelles s'ajoutent :
- 20 Bpmz292 à bogies LD 76 à suspension pneumatique. Elles seront reconditionnées avec des bogies MD 52 plus classiques.

De nouvelles séries sont apparues par transformations :
- 4 Bpmz296 étanches aux surpressions, destinées à l'"Airport-Express", en 1991
- 115 (?) Bpmz293 (et Bpmdz293) étanches aux surpressions, à partir de 1994,
- 76 Bpmbdzf297 voitures pilotes issues de la transformation en 1980 de Bom280 et Bom281 de la DR.

#### Voitures UIC-Z2 d'origine DR

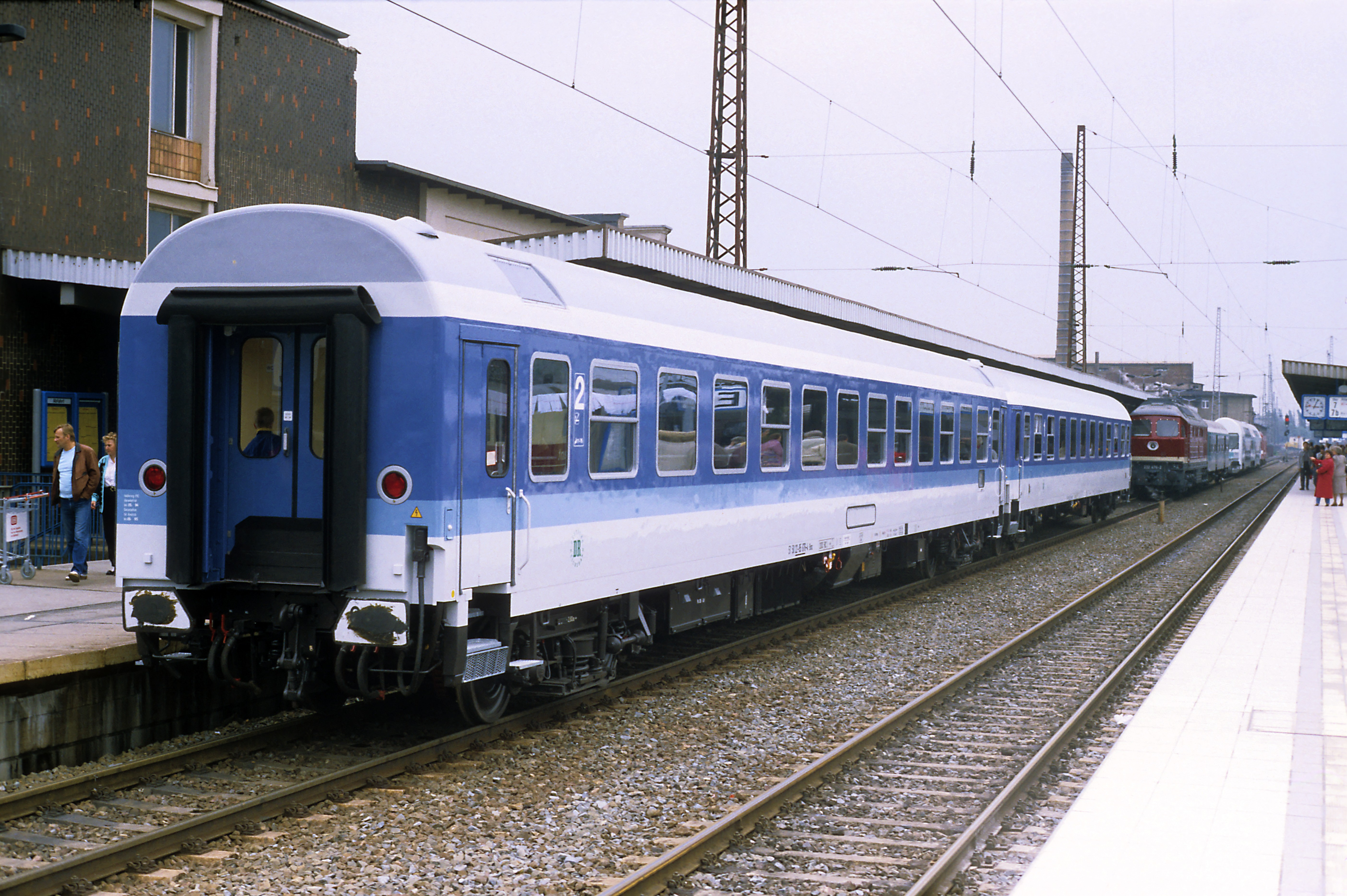
Voiture InterRegio Bimz259 de la DR à 12 compartiments (mai 1993)

La DR a développé des voitures suivant en partie le standard UIC-Z. Elles mesurent 26.400 conformément au type mais sont limitées à 140 km/h. Non climatisées, elles disposent de 10 compartiments en première classe et de 11 en seconde classe (contre 9 et 11 pour le standard). Les banquettes des voitures de deuxième classe peuvent accueillir 4 personnes pour les liaisons intérieures ou 3 personnes (avec accoudoirs) pour les liaisons internationales.
Parmi les voitures d'origine DR, on dénombre :
| dénom. DR | dénom. DB  | Réception | Nombre | Bogies    | Commentaire |
| --------- | ---------- | --------- | ------ | --------- | --- |
| Am(e)     | Am201      | 1982–     | 116    | Görlitz V | 15 voitures transformées en ABom707 (aménagement A3B8) en 1995. |
| Am(e)     | Am200      | –1990     | 191    | GP 200    | 160 km/h ; partiellement transformées en Bimz/Bimdz en 1992. |
| ABm(e)    | ABom222    | 1983–     | 75     | Görlitz V | aménagement A4B6 (60 places) ; transformées en ABom707 (aménagement A3B8) en 1995, puis en ABomz512. |
| ABm(e)    | ABom226    | –1989     | 190    | GP 200    | 160 km/h ; transformées en Bimz/Bimdz en 1992. |
| Bm(e)     | Bom280     | 1982–1985 | 650    | Görlitz V | 64 voitures transformées en ABom707 vers 1996, puis en Bomz520. |
| Bm(e)     | Bom281     | 1984–1990 | 150    | GP 200    | transformation partielle en voitures InterRegio en 1992. |
| Bmz       | Bomz283    | 1987      | 50     | Görlitz V | |
| BDmsb     | BDomsb274  | 1985–1988 | 81     | GP 200    | transformées en voitures régionales ABDomsb409 (devenues BDomsb535 DB Regio) et ABbd406 en 1992. |
| Bmk       | Bomk539    | 1989/1990 | 4      | Görlitz V | Voiture-Buffet. |
| Bmp       | Bomk591    | 1989      | 1      | Görlitz V | Prototype, limité à 120 km/h. |
| Bmz       | Bom(d)z236 | 1991      | 112    | GP 200    | GP 200 avec frein électromagnétique sur rail, 6 sièges individuels par compartiments ; 87 pour trains InterCity et 25 pour trains InterRegio.                                                                    |
| Amz       | Amz210     | 1991      | 40     | GP 200    | GP 200 avec frein électromagnétique sur rail, pour trains InterCity, en partie multicourant, transformation en ABomz229.1 en 1996 et Bomz210.2 en 1997 ; transformation partielle pour l'Allgäu-Express en 2002. |
| WRm(e)    | WRm130     | 1984      | 26     | GP 200    | fabriqués par Bautzen ; 10 deviendront des WRm130.1 réservées aux trains de nuit. |
| Bcm(e)    | Bcom242    | 1983      | 113    | GP 200    | fabriqués par Bautzen. |
| Zm(e)     | -          | 1980–1982 | 4      | Görlitz V | |
| Bmy       | -          | 1985      | 7      | GP 200    | prototype réalisé par Bautzen ; 200 km/h, GP 200 avec frein électromagnétique ; 5 transformations en WRmz des CNL en 1993.                                                                                       |
| Amy       | -          | 1985      | 3      | GP 200    | prototype réalisé par Bautzen ; 200 km/h, GP 200 avec frein électromagnétique ; transformations en WRmz des CNL en 1993.                                                                                         |

76 voitures Bom280 ou Bom281 ont été transformées en Bpmbdzf297 climatisées, ce qui en fait des voitures proches des voitures standard européennes de 2e classe.
Les voitures Am200, ABom226, Bom280 et Bom281 ont été en partie transformées en voitures InterRegio de deuxième classe aptes Bim(d)z aux 200 km/h. Elles passent à 12 équivalents compartiments de 6 fauteuils, sachant qu'au centre de la voiture les compartiments cèdent la place à un espace ouvert à allée latérale .

#### Voitures converties InterRegio
| Nombre | Type InterRegio           | Type d'origine         | Réseau d'origine | Utilisation                              |
| ------ | ------------------------- | ---------------------- | ---------------- | ---------------------------------------- |
| 10     | Bimz256                   | Am201, ABom222         | DR               | InterCity & Regional-Express             |
| 238    | Bimz259                   | Am201, ABom222, Bom280 | DR               | InterCity                                |
| 155    | Aim260, Aim261            | Am203, ABm225          | DB, DR           | réserve, en partie pour Regional-Express |
| 155    | ARkimbz262 « BistroCafé » | ABm225                 | DB               | InterCity & Autozug                      |
| 563    | Bim263, Bim264            | Bm234, Bm235           | DB               | InterCity & Regional-Express             |
| 2      | ABimz265                  | Am201                  | DR               | InterCity, déclassé en 2e classe         |
| 62     | Bimdz267                  | Am201, ABom222, Bom280 | DR               | InterCity & Regional-Express             |
| 132    | Bimd268                   | Bm234, Bm235           | DB AG            | InterCity                                |
| 20     | Bimdzf269                 | Am201, ABom222, Bom280 | DB AG            | InterCity                                |
| 12     | Bimdzf269.2               | Am201, ABom222, Bom280 | DB AG            | InterCity (acquisition spécifique)       |

### Voitures polonaises
En Pologne, les voitures 145Ac (A9emnouz), 152A (A9mnopuz), 154A (B10mnopuz) et leurs dérivés relèvent du type UIC-Z.